# Terry Crews
Terry Alan Crews (Flint, 30 de julho de 1968), é um ator, comediante, apresentador, ilustrador, dançarino, atleta, ativista e ex-jogador de futebol americano. Ganhou notoriedade mundial ao participar da comédia As Branquelas (2004), e em seguida, do seriado Todo Mundo Odeia o Chris (2006–2009). Também ficou conhecido por seus papéis nos filmes Idiocracia (2006) e na franquia Os Mercenários (2010–2014). Crews estrelou o reality show The Family Crews (2010–2011) e apresentou a versão americana do game show Quem Quer Ser Milionário de 2014 a 2015.
Antes de atuar, jogou seis anos na National Football League (NFL) para o Los Angeles Rams, San Diego Chargers e Washington Redskins, como ponta defensiva e linebacker, e em 1996, usou sua experiência para co-escrever e co-produzir o filme independente Young Boys Incorporated. Aposentou-se da NFL em 1997 e se mudou para Los Angeles com o desejo de ser ator. Sua estreia ocorreu em 1999 quando foi selecionado para um programa de esportes radicais chamado Battle Dome com outros atores-atletas do mundo.
Crews, um defensor público dos direitos das mulheres e ativista contra o sexismo, compartilhou histórias dos abusos sofridos por sua família nas mãos de seu pai violento. Ele foi incluído no grupo de celebridades nomeadas como Pessoas do Ano da revista Time, por compartilhar histórias de abuso sexual com o público.

## Biografia
Terry Crews nasceu em Flint, Michigan, filho de Patricia e Terry Crews Sr. Ele cresceu em uma rigorosa casa, onde foi criado principalmente por sua mãe. Depois de ganhar o seu diploma do ensino médio na Flint Southwestern Academy, recebeu uma bolsa de estudos no prestigiado Center for the Arts, em Michigan. Essa conquista foi logo seguido por uma bolsa na Art Excellence scholarship, e logo após ganhou uma bolsa de estudos integral, para futebol americano Western Michigan University.
Em uma aparição no programa Jimmy Kimmel Live, disse que em seu primeiro emprego na indústria do entretenimento, trabalhou como um artista para WJRT em Flint, Michigan.

## Carreira no futebol americano
Crews foi escolhido pelo Los Angeles Rams na 11ª rodada do Draft da NFL de 1991. Sua carreira incluiu passagens pelo Rams (seis jogos), San Diego Chargers (10 jogos), Washington Redskins (16 jogos) e Philadelphia Eagles (sem jogos). Ele também jogou pelo Rhein Fire da Alemanha durante a temporada de 1995 da WLAF. Repetidamente cortado de escalações, Crews frequentemente complementava sua receita com futebol recebendo encomendas de retratos de companheiros de equipe.

## Carreira como ator
Atuou em A Mais Louca Sexta-feira em Apuros, Malibu's Most Wanted, Starsky & Hutch, Um Voo Muito Louco, As Branquelas, Click, Os Mercenários e Todo Mundo em Pânico 5. Ganhou destaque por interpretar Julius Rock no seriado estadunidense Todo Mundo Odeia o Chris. Crews também teve participação no clip "Down" da banda Blink-182 em 2004.
Também trabalhou em Golpe Baixo, com Chris Rock, Adam Sandler e Burt Reynolds, e em A Odisseia Final", com Luke Wilson e Dax Shepard. Na televisão, Terry Crews participou da série "Platinum", assim como de "CSI: Miami", "The District", "Todo Mundo Odeia o Chris", "Eu, a Patroa e as Crianças" e fez uma participação especial no programa humorístico do Brasil, no quadro "Guerreiro, o bombeiro" do Casseta & Planeta, Urgente! exibido em 6 de maio de 2009. Está presente na série de comédia policial "Brooklyn Nine-Nine" do canal NBC que estreou em 17 de setembro de 2013 no papel do Sargento Terry Jeffords. Terry Crews foi escolhido para ter um personagem regular, o guerreiro urbano chamado T-Money. Segundo Crews, depois que participa nesta série diz que "defende a comédia e o feminismo".

## Obra artística
O primeiro trabalho de Crews na indústria do entretenimento foi como desenhista de tribunal em Flint, Michigan. Ele recebeu uma bolsa de arte da faculdade antes da bolsa de atletismo. Mais tarde, ele trabalhou como desenhista de esboço de tribunal para o WJRT. Durante sua carreira no futebol, Crews complementou sua renda criando retratos de colegas jogadores. Às vezes, era a renda principal da qual sua família dependia, normalmente trazendo US$ 5 000 para uma comissão de dois meses. Seu trabalho incluiu uma série de litografias licenciadas pela NFL. Ele acredita que seu lado imaginativo se transferiu para seu trabalho de ator.
Crews é co-fundador da empresa de design Amen & Amen, com a estilista Nana Boateng. Sua primeira coleção foi um conjunto de móveis e luminárias projetados por Ini Archibong.

## Vida pessoal

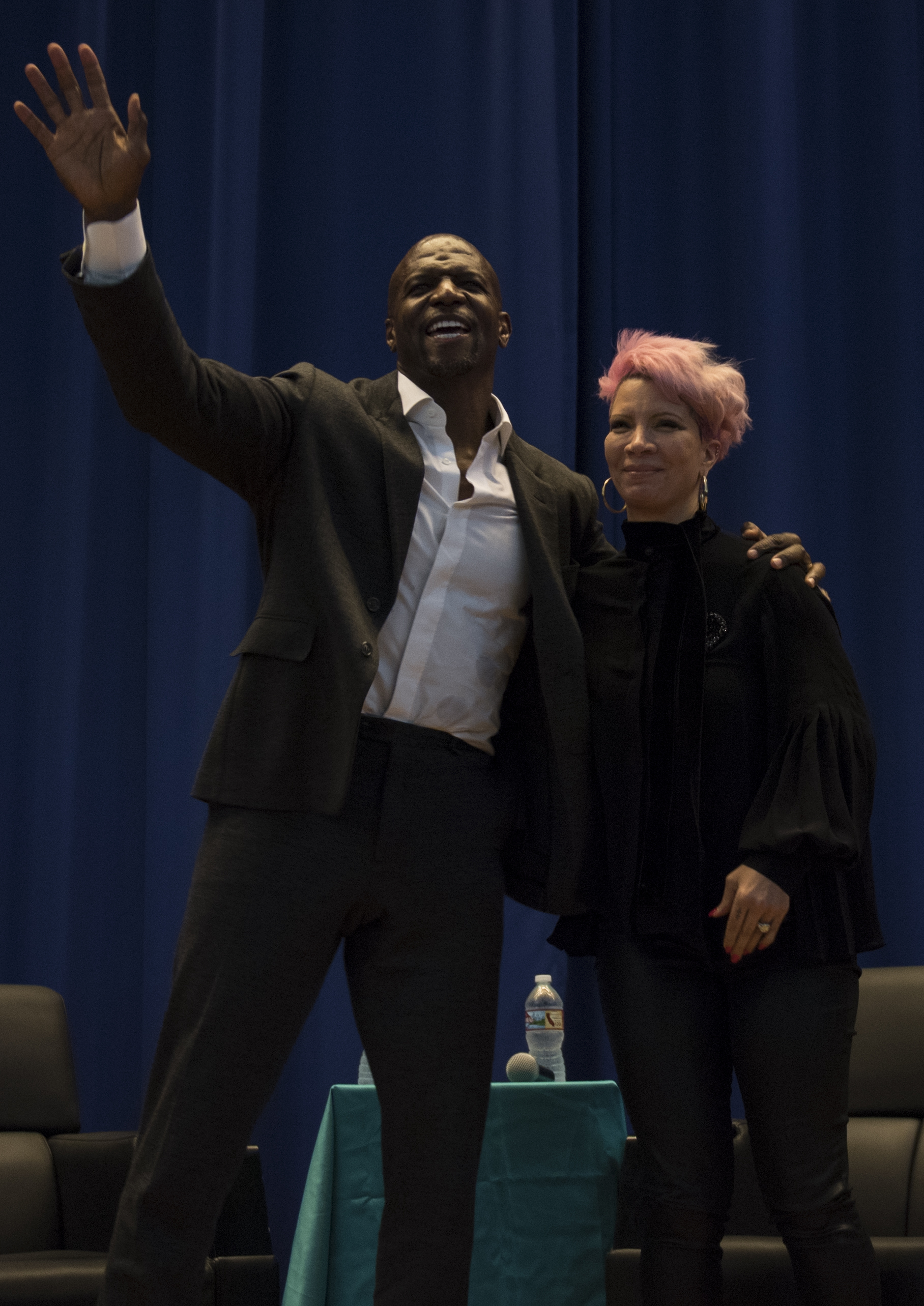
Crews e a esposa Rebecca na Coreia do Sul em 2019

Terry Crews é casado com Rebecca King desde 1989. O casal tem cinco filhos e um neto. Crews é um devoto cristão.
No dia 11 de fevereiro de 2016, Terry Crews usou o Facebook por meio de um vídeo para desabafar sobre um vício que ele superou após muita luta, dificultado por conta da internet: o vício em pornografia. O ator contou que virava noites assistindo a conteúdo adulto e isso quase causou o fim de seu casamento, com Rebecca Crews. "A pornografia realmente bagunçou minha vida de várias formas". Crews manteve o problema como um segredo durante muito tempo. Ele revelou o vício pela primeira vez em 2014, durante um talk show, e desde então dá declarações constantes sobre o tema para ajudar as pessoas que estão com o mesmo problema. Em 2014, Crews lançou sua autobiografia, Manhood: How to Be a Better Man or Just Live with One, onde revela que passou por uma reabilitação e, hoje, recomenda para as pessoas que passam por esse vício, que contem sobre o problema a pessoas de confiança, sendo esse o principal passo para a superação. Ele está livre da pornografia em excesso e fala que é "OK" ter o problema, pois muita gente sofre disso, mas é importante notá-lo e derrotá-lo. Segundo ele, a internet potencializa e alimenta esse vício - e o grande perigo é que a pornografia transforma pessoas em objetos e altera relações e sentimentos.

## Filmografia

### Cinema

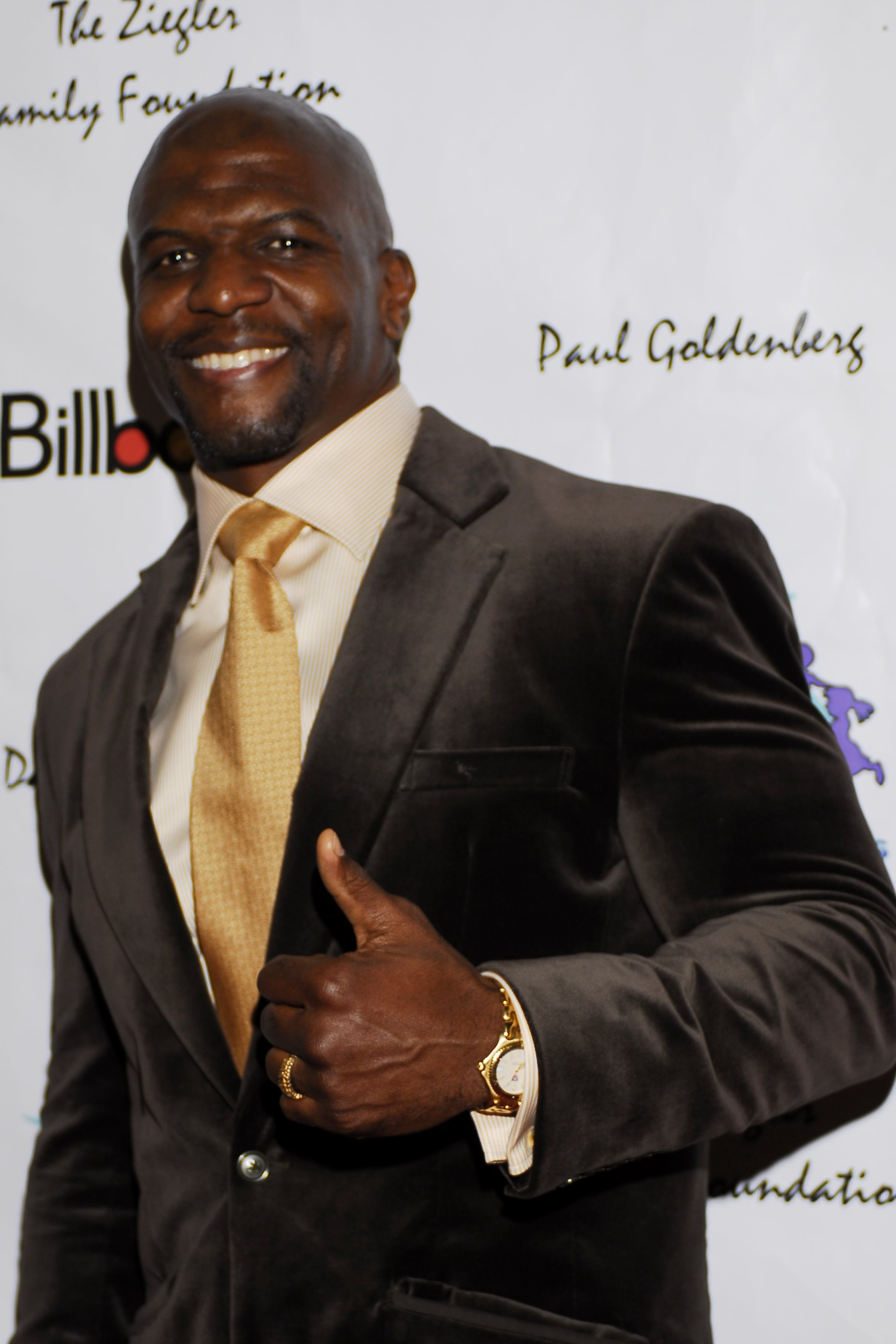
Terry Crews no Oscar 2007

| Ano  | Título                                      | Papel                                                   | Nota                                                        |
| ---- | ------------------------------------------- | ------------------------------------------------------- | ----------------------------------------------------------- |
| 2000 | The 6th Day                                 | Vincent Bansworth                                       |                                                             |
| 2001 | Training Day                                | Membro da Gangue Damu                                   | Não creditado                                               |
| 2002 | Serving Sara                                | Vernon                                                  |                                                             |
| 2002 | Friday After Next                           | Damon Pearly                                            |                                                             |
| 2003 | Deliver Us from Eva                         | Big Bartender                                           |                                                             |
| 2003 | Malibu's Most Wanted                        | 8 Ball                                                  |                                                             |
| 2003 | Baadassss!                                  | Big T.                                                  | Também conhecido como The Man's Foot outta Your Baadasssss! |
| 2004 | Soul Plane                                  | Segurança                                               |                                                             |
| 2004 | Starsky & Hutch                             | Porter                                                  |                                                             |
| 2004 | White Chicks                                | Latrell Spencer                                         |                                                             |
| 2005 | The Longest Yard                            | Cheeseburger Eddy                                       |                                                             |
| 2005 | Street Kings                                | Detetive Terrence Washington                            |                                                             |
| 2005 | The Ring Two                                | Martin Savidge                                          |                                                             |
| 2006 | Puff, Puff, Pass                            | Cold Crush                                              |                                                             |
| 2006 | The Benchwarmers                            | Steven                                                  |                                                             |
| 2006 | Harsh Times                                 | Carrell                                                 |                                                             |
| 2006 | Inland Empire                               | Homem na rua                                            |                                                             |
| 2006 | Click                                       | Homem cantando no carro                                 | Não creditado                                               |
| 2006 | Idiocracy                                   | Presidente Dwayne Elizondo Mountain Dew Herbert Camacho |                                                             |
| 2007 | Norbit                                      | Big Black Jack Latimore                                 |                                                             |
| 2007 | How to Rob a Bank                           | Diretor Degepse                                         |                                                             |
| 2007 | Who's Your Caddy?                           | Tank                                                    |                                                             |
| 2007 | Balls of Fury                               | Freddy "Fingers" Wilson                                 |                                                             |
| 2008 | Get Smart                                   | Agente 91                                               |                                                             |
| 2008 | Get Smart's Bruce and Lloyd: Out of Control | Agente 91                                               | Diretamente em vídeo                                        |
| 2009 | Gamer                                       | Hackman                                                 |                                                             |
| 2009 | Terminator Salvation                        | Capitão Jericho                                         |                                                             |
| 2010 | The Expendables                             | Hale Caesar                                             |                                                             |
| 2010 | Lottery Ticket                              | Jimmy, o motorista                                      |                                                             |
| 2011 | Bridesmaids                                 | Instrutor de treinamento                                | Cameo                                                       |
| 2012 | The Expendables 2                           | Hale Caesar                                             |                                                             |
| 2013 | Cloudy with a Chance of Meatballs 2         | James "Earl" Devereaux                                  | Dublagem Substituindo Mr. T                                 |
| 2014 | VeggieTales: Celery Night Fever             | Bruce Cebola                                            | Dublagem Diretamente em vídeo                               |
| 2014 | The Expendables 3                           | Hale Caesar                                             |                                                             |
| 2014 | Blended                                     | Nickens Tathoo                                          |                                                             |
| 2015 | The Ridiculous 6                            | Chico Stockburn                                         |                                                             |
| 2017 | Sandy Wexler                                | Bobby "Bedtime" Barnes                                  |                                                             |
| 2017 | Where's the Money                           | Leon                                                    |                                                             |
| 2018 | Sorry to Bother You                         | Sergio Green                                            |                                                             |
| 2018 | Deadpool 2                                  | Jesse Aaronson / Bedlam                                 |                                                             |
| 2020 | Os Irmãos Willoughbys                       | Comandante Melanoff                                     | Dublagem                                                    |
| 2021 | Rumble                                      | Tentacular                                              | Dublagem                                                    |

### Televisão
| Séries e Programas de TV | Séries e Programas de TV             | Séries e Programas de TV  | Séries e Programas de TV                    |
| Ano                      | Título                               | Papel                     | Notas                                       |
| ------------------------ | ------------------------------------ | ------------------------- | ------------------------------------------- |
| 1999                     | Battle Dome                          | T-Money                   | 1 episódio                                  |
| 2004                     | CSI: Miami                           | Craig Waters              | Episódio: "Rap Sheet"                       |
| 2005                     | My Wife and Kids                     | Treinador Daryl           | Episódio: "Michael Joins a Gym"             |
| 2005 - 2009              | Everybody Hates Chris                | Julius Rock               | 88 episódios                                |
| 2006                     | The Boondocks                        | Vozes adicionais          | 3 episódios                                 |
| 2007                     | Wild 'n Out                          | Ele mesmo                 |                                             |
| 2010 - 2011              | The Family Crews                     | Ele mesmo                 | 17 episódios                                |
| 2010 - 2013              | Are We There Yet?                    | Nick Kingston-Persones    | 72 episódios                                |
| 2011                     | BrainSurge                           | Ele mesmo                 |                                             |
| 2012                     | The Newsroom                         | Lonny Church              | 5 episódios                                 |
| 2012                     | Stars Earn Stripes                   | Ele mesmo                 | Participante                                |
| 2013                     | Real Husbands of Hollywood           | Ele mesmo                 | Episódio: "Doing the Bump"                  |
| 2013                     | Arrested Development                 | Herbert Love              | 6 episódios                                 |
| 2013                     | Drunk History                        | Donald DeFreeze           | Episódio: "San Francisco"                   |
| 2013                     | Hollywood Game Night                 | Ele mesmo                 | Participante                                |
| 2013                     | Ultimate Spider-Man                  | Blade                     | Episódio: "Blade and the Howling Commandos" |
| 2013                     | Regular Show                         | Brock Stettman (voz)      | Episódio: "The Thanksgiving Special"        |
| 2013-2021                | Brooklyn Nine-Nine                   | Tenente Terry Jeffords    |                                             |
| 2014                     | American Dad!                        | Heinrich Brown (voz)      | Episódio: "Rubberneckers"                   |
| 2014                     | Drunk History                        | Joe Louis                 | Episódio: "Montgomery, AL"                  |
| 2014 - 2015              | Who Wants to Be a Millionaire?       | Ele mesmo (apresentandor) | 176 episódios                               |
| 2016-Presente            | The Loud House                       | Chester “Chunk” Monk      | 9 episódios                                 |
| 2017                     | Good Game                            | Ele mesmo                 | 1 episódio                                  |
| 2017                     | Ultimate Beastmaster                 | Ele mesmo (apresentador)  | 10 episódios                                |
| 2017                     | Do You Want To See a Dead Body?      | Ele mesmo                 | Episódio: "A Body and a Puddle"             |
| 2018                     | Craig of the Creek                   | Duane Williams (voz)      | 3 episódios                                 |
| 2019 - 2020              | America's Got Talent: The Champions  | Ele mesmo (apresentador)  |                                             |
| 2019 - Presente          | America's Got Talent                 | Ele mesmo (apresentador)  |                                             |
| 2022                     | America's Got Talent: Extreme        | Ele mesmo (apresentador)  |                                             |
| 2023                     | America's Got Talent: All-Stars      | Ele mesmo (apresentador)  |                                             |
| 2024                     | America's Got Talent: Fantasy League | Ele mesmo (apresentador)  |                                             |

### Videoclipes
| Ano  | Artista                                              | Título              | Papel                |
| ---- | ---------------------------------------------------- | ------------------- | -------------------- |
| 2004 | Blink-182                                            | "Down"              | Oficial de polícia   |
| 2005 | Bizarre                                              | "Rockstar"          | Extra                |
| 2005 | Jamie Kennedy & Stu Stone                            | "Rollin With Saget" | Leão de chácara      |
| 2013 | Major Lazer (feat. Peaches & Timberlee)              | "Scare Me"          | Prefeito Lazer       |
| 2015 | Kendrick Lamar (feat. Bilal, Anna Wise & Thundercat) | "These Walls"       | —                    |
| 2017 | Katy Perry (feat. Nicki Minaj)                       | "Swish Swish"       | Treinador Terry      |
| 2018 | Muse                                                 | "Pressure"          | Personagem principal |
| 2018 | Muse                                                 | "Algorithm"         | Personagem principal |

### Jogos
| Ano  | Título            | Personagem       | Notas                       |
| ---- | ----------------- | ---------------- | --------------------------- |
| 2012 | The Expendables 2 | Hale Caesar      | Voz                         |
| 2013 | Saints Row IV     | Benjamin King    | Voz                         |
| 2019 | Crackdown 3       | Comandante Jaxon | Voz e captura de movimentos |